# Max Schmeling (película)
 Max Schmeling  es una película biográfica del boxeador alemán Max Schmeling, primer campeón mundial europeo de la categoría de pesos pesados que tras su victoria en 1936 sobre Joe Louis (norteamericano y negro), fue usado como propaganda nazi de la superioridad aria, cayendo en desgracia en 1939, cuando perdió ante Joe Louis en el primer asalto y con un K.O directo.

## Personajes
| Actor                | Personaje              |
| -------------------- | ---------------------- |
| Henry Maske          | Max Schmeling          |
| Susanne Wuest        | Anny Ondra             |
| Heino Fercht         | Max Machon             |
| Vladimir Weigl       | Joe Jacobs             |
| Deflet Bothe         | Árbitro Arthur Donovan |
| Yoan Pablo Hernández | Joe Louis              |

- Datos: Q481118